# Acritus bipartitus
Acritus bipartitus är en skalbaggsart som beskrevs av Lewis 1888. Acritus bipartitus ingår i släktet Acritus och familjen stumpbaggar. Inga underarter finns listade i Catalogue of Life.